# Prieuré Saint-Léger de Cognac
Le prieuré Saint-Léger de Cognac était un prieuré bénédictin situé à Cognac dans le département français de la Charente et le diocèse d'Angoulême. Il dépendait de l'abbaye Saint-Léger d'Ébreuil, en Auvergne. L'église Saint-Léger de Cognac était l'église prieurale.
Le prieuré Saint-Léger a été acquis par la municipalité qui y a installé la bibliothèque municipale.

## Histoire
Le prieuré Saint-Léger de Cognac a été fondé en 1031 par Arnaud de Vitrabe. Il a été partiellement détruit durant la guerre de Cent Ans puis durant les guerres de religion.
Abandonné par les moines bénédictins durant les guerres de religion, le couvent a été occupé durant la Contre-Réforme à partir de 1623 par les bénédictines sous le nom de Notre-Dame-de-Grâce,. Il a été vendu en plusieurs lots après la révolution.
Le prieuré Saint-Léger a été inscrit monument historique par arrêté du 21 mars 1983.

## Architecture
Il reste, le long de l'église Saint-Léger une partie des bâtiments réédifiés au XVIIe siècle, la galerie du cloître et trois bâtiments conventuels. L'un d'eux est restauré et occupé par la bibliothèque municipale sur le rez-de-chaussée et deux étages. L'angle du bâtiment côté église comporte un escalier à vis avec à mi-hauteur un potager. Au rez-de-chaussée un vitrage permet de regarder l'architecture.
La galerie du cloître ne comporte que trois côtés, sur le quatrième sont visibles les vestiges de voûtes d'arêtes du XVe siècle.

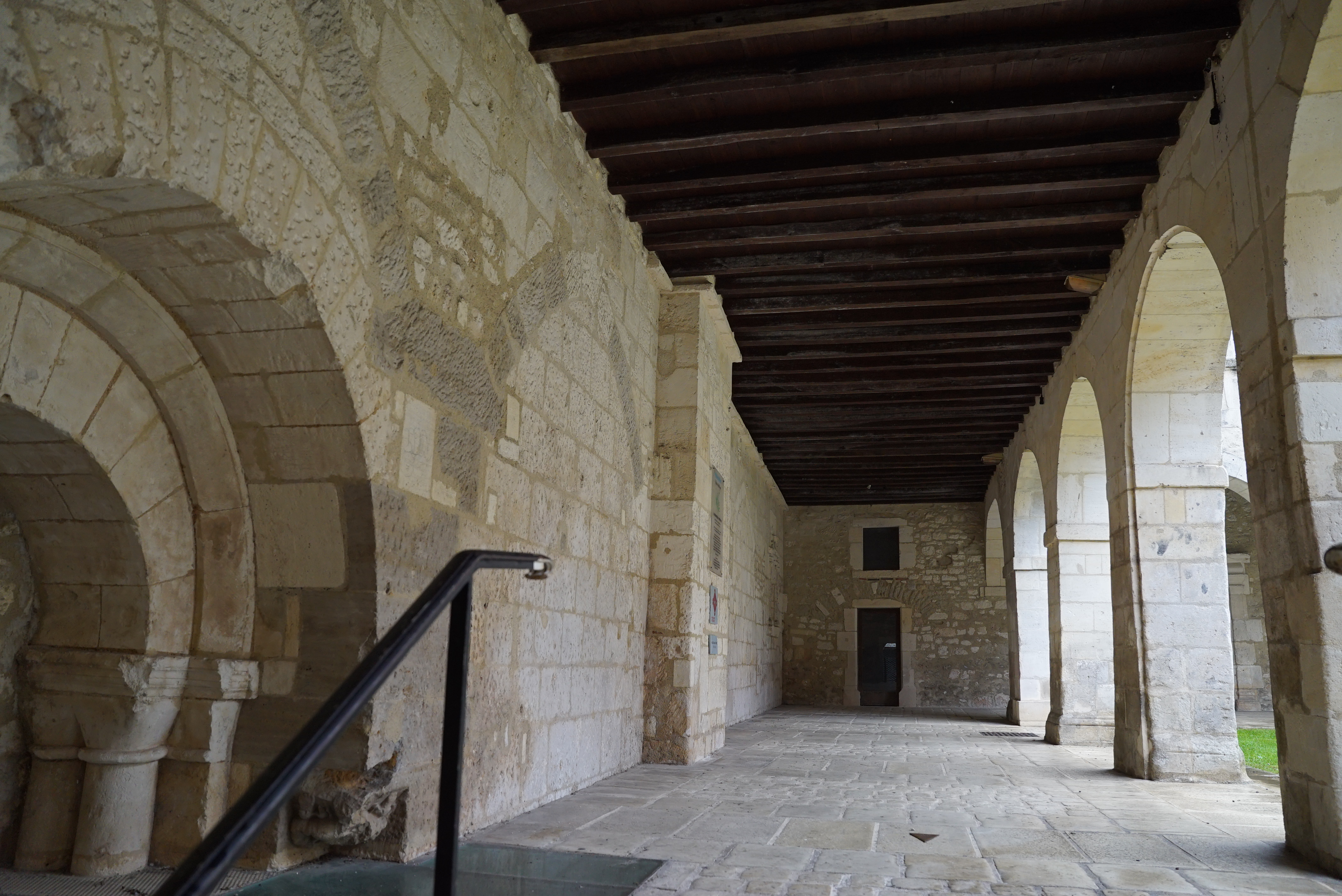
Un porche roman vers l'église.
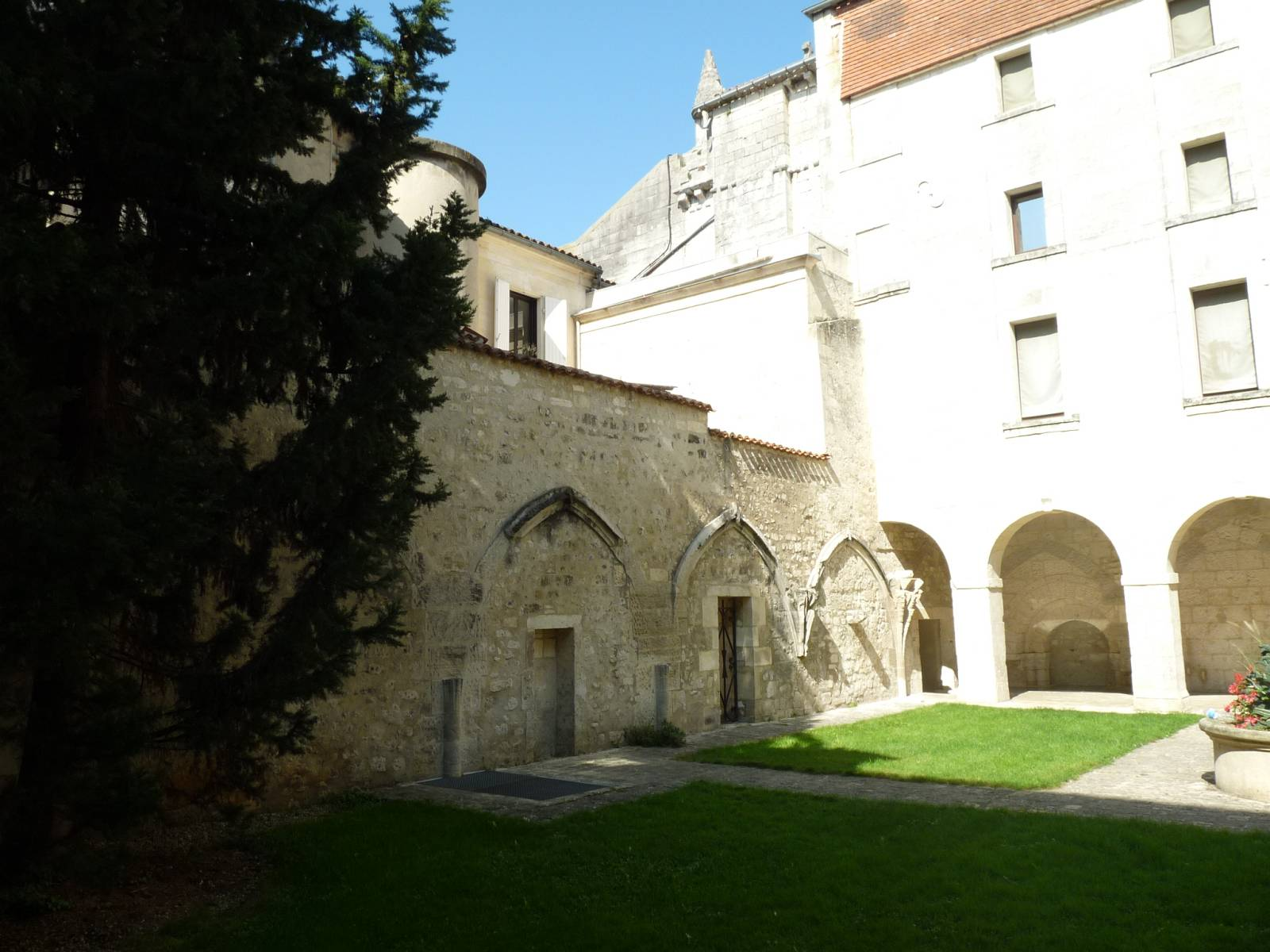
Côté avec vestiges et côté de bâtiment le long de l'église.
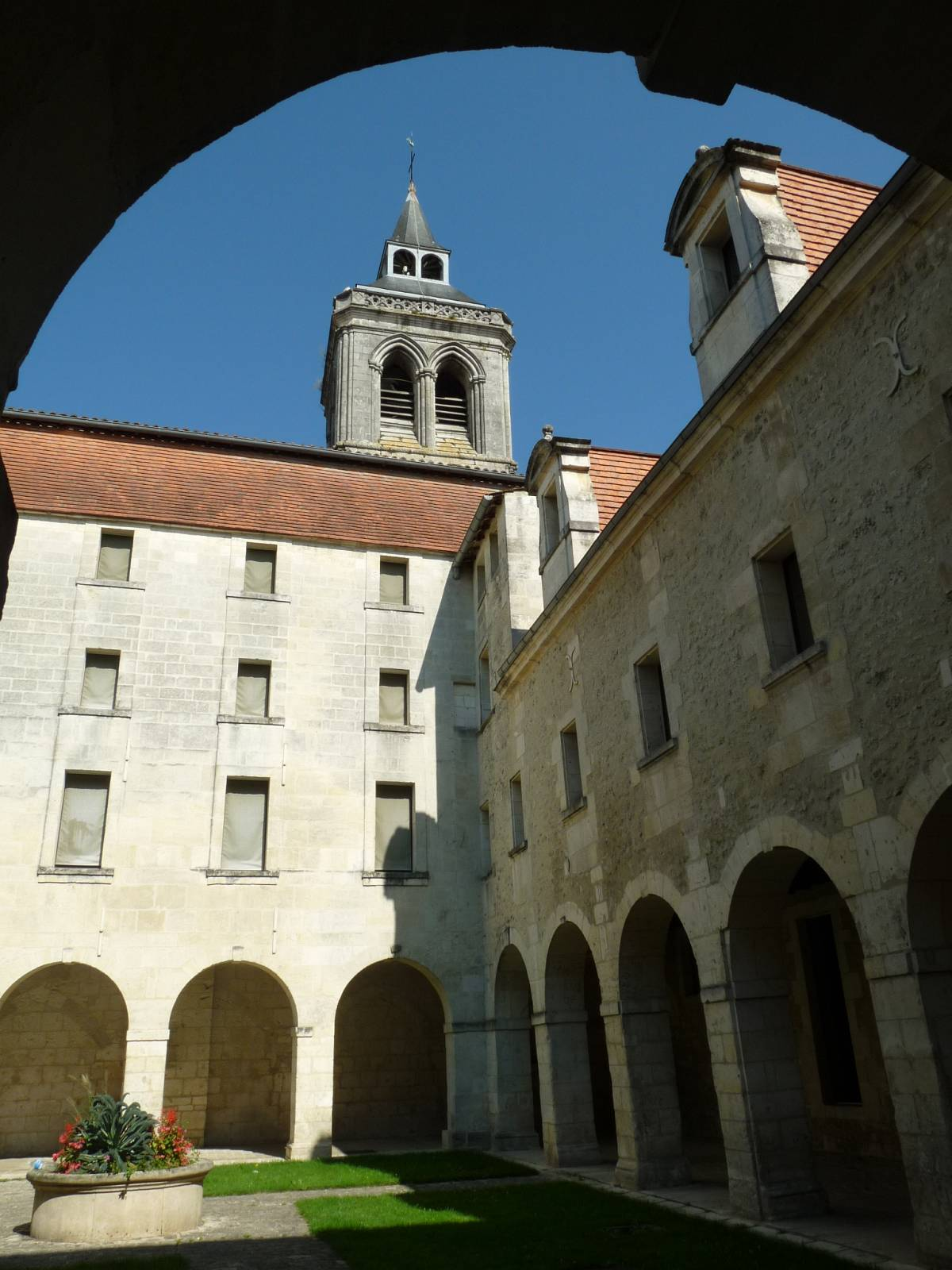
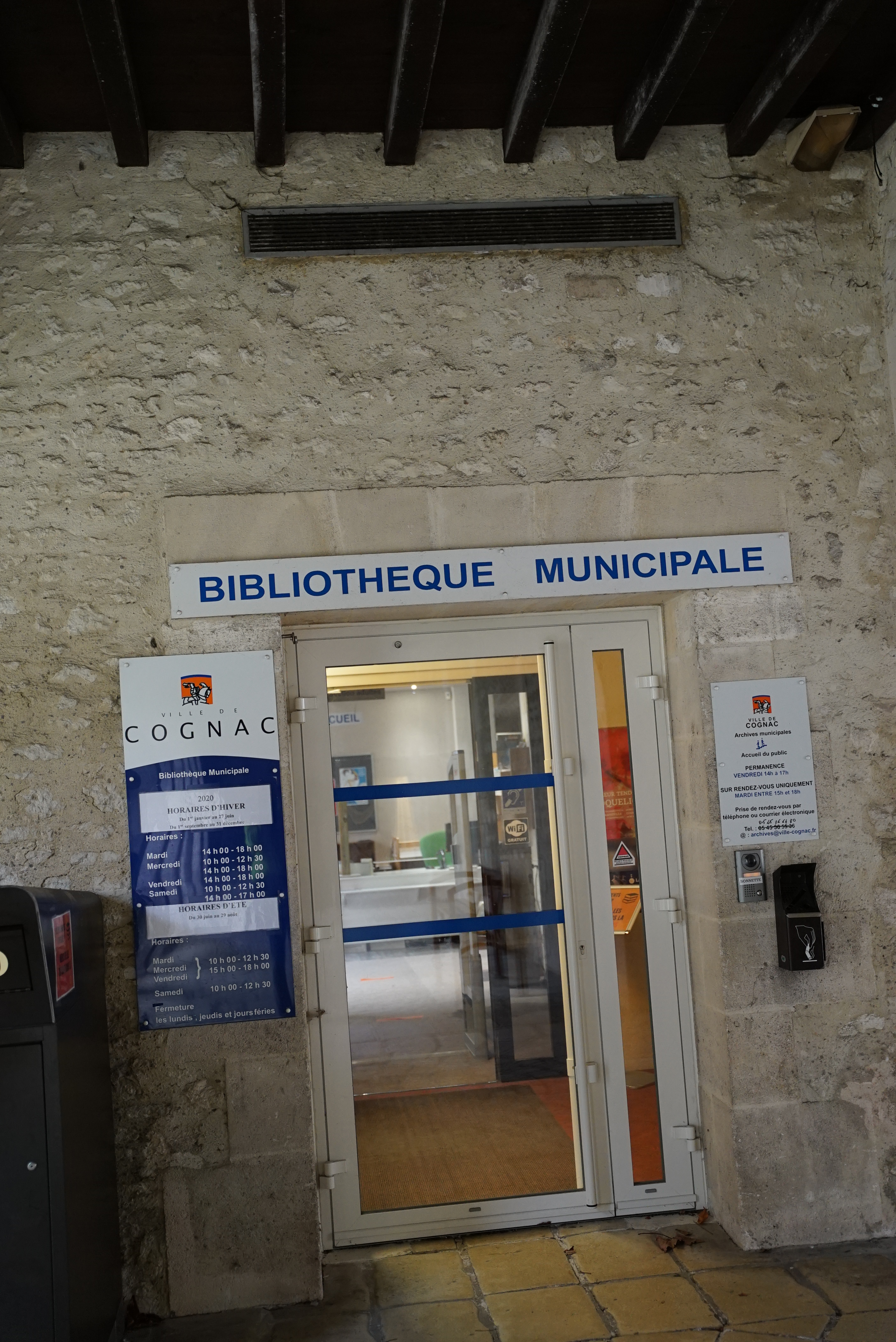
L'entrée de la bibliothèque.

## Aujourd'hui
Le prieuré Saint-Léger de Cognac appartient à la ville de Cognac qui y a installé la bibliothèque municipale.